# Club Voleibol 7 Islas
Il Club Voleibol 7 Islas è stata una società pallavolistica maschile spagnola con sede a Vecindario, sobborgo del comune di Santa Lucía de Tirajana.

## Storia
Il club è nato nel comune di Telde nel 1999, che è stata la sua sede ufficiale fino al 2004, anno in cui è stata trasferita a Vecindario. Nel corso della sua storia, la sua denominazione ufficiale ha subito cambiamenti anche a causa di questioni di sponsorizzazione: da Compaktuna 7 Islas si è passati a Compaktuna U.D. Vecindario, fino ad arrivare a C.C. La Ballena Vecindario e infine a Vecindario ACE Gran Canaria.
Dopo varie promozioni in pochi anni, la squadra ha partecipato per la prima volta in Superliga durante la stagione 2002-2003, retrocedendo immediatamente in seconda divisione, essendosi classificata tredicesima su quattordici squadre.
La stagione successiva ha comportato una riorganizzazione del club, che è tornato nella massima serie appena due anni dopo la sua prima apparizione. Durante le stagioni successive, la squadra si è mantenuta in Superliga sotto la direzione tecnica di Tomás Álvarez.
La stagione 2006-2007 ha segnato l'inizio di un quinquennio di traguardi importanti. Durante questo periodo, la squadra è riuscita a qualificarsi per i Play-off per il titolo in quattro occasioni. Inoltre, è stata in grado di raggiungere i quarti di finale della Coppa del Re due volte, arrivando in seguito a raggiungere le semifinali della suddetta nella stagione 2010-2011, venendo eliminata dal Teruel.
La stagione 2011-2012 ha visto un cambio nella panchina del club. Il nuovo allenatore Francisco Sánchez Jover ha dovuto fronteggiare gli effetti della crisi economica iniziata nel 2008. Il club è stato costretto a fare una serie di tagli e ha concluso il campionato in ultima posizione, venendo poi ripescato.
L'anno successivo, la squadra ha affrontato la situazione economica e ha apportato diversi cambiamenti alla rosa. Il club è riuscito a qualificarsi per la Coppa del Re, dove dopo aver eliminato l'Eivissa nei quarti di finale, sono stati sconfitti dal Teruel. In Superliga, la squadra ha concluso la stagione al sesto posto.
Anche durante la stagione 2013-2014 il club ha partecipato alla Coppa del Re, dove dopo aver eliminato ai quarti L'Illa-Grau, è stato battuto in semifinale dall'Eivissa. La squadra ha inoltre concluso la Superliga in quarta posizione, ottenendo così la qualificazione ai Play-off scudetto. Tuttavia, il club è stato eliminato in semifinale dal Teruel.
La stagione successiva ha visto il club raggiungere nuovamente le semifinali della Coppa del Re, venendo eliminato dall'Almería, mentre ha concluso il campionato al sesto posto.
A seguito di una stagione anonima conclusasi in settima posizione in Superlega e il nono posto ottenuto durante la stagione successiva, l'allenatore Francisco Sánchez Jover ha deciso di dimettersi dalla panchina della squadra canaria, dando inizio così a una nuova fase per il club. Al suo posto è subentrato Raúl Quintana Aracil.
Durante la stagione 2017-2018, la squadra ha rischiato la retrocessione, concludendo il campionato al decimo posto. Per la stagione successiva Francisco Sánchez Jover ha assunto nuovamente la guida della panchina del club, raggiungendo la settima posizione in Superlega.
Il 12 giugno 2020 il club ha emesso un comunicato in cui annunciava la sua rinuncia a partecipare alla Superliga, cedendo il posto al Club Voleibol Guaguas, rifondato lo stesso anno come erede dell'illustre Club Voleibol Calvo Sotelo. Nell'accordo di cessione, il Club Voleibol 7 Islas è stato integrato nella struttura di base di tale club, mantenendo il nome e lo stemma per le squadre affiliate che rimangono a Vecindario.